# Судьбицы
Судьбицы — малая деревня в Шекснинском районе Вологодской области. Входит в сельское поселение Никольское (с точки зрения административно-территориального деления — в Никольский сельсовет).
Расположена на острове в заливе Рыбинского водохранилища в русле Шексны, 8 км к югу от посёлка Шексна, в 25 км к востоку от Череповца и в 85 км к западу от Вологды.

Находится на восточном краю острова, остальная его часть и окружающие берега реки покрыты лесами. Размеры острова (макс.): 1,2 км х 380 м, ширина проток вокруг острова — 300 м на востоке и 200 м на западе. Ближайший населённый пункт — Потеряево (в левобережье Шексны в 1,5 км к юго-востоку от деревни).
| 2010 |
| ---- |
| 0    |

По данным переписи в 2002 году постоянного населения не было.